# Віролайнен Дар'я Леонідівна
Дарія Леонідівна Віролайнен (при народженні Рєзцова, рос. Дарья Леонидовна Виролайнен; 24 січня 1989 року, Москва, СРСР) — російська біатлоністка. Член жіночої збірної Росії з біатлону. Майстер спорту Росії міжнародного класу з біатлону. 
Бронзова призерка Чемпіонату Європи з біатлону 2014, учасниця та призерка етапів кубка світу з біатлону. Чемпіонка та призерка Зимової Універсіади 2011.

## Біографія
Народилася в Москві в 24 січня 1989 року в сім'ї відомої біатлоністки та лижниці Анфіси Рєзцової та тренера з біатлону Леоніда Рєзцова.  Дар'я Віролайнен має трьох молодших сестер: Кристину, Василісу та Марію. В 2007 році одружилася з білоруським лижником Романом Віролайненом й народила сина Даніеля .